# 미터법

공식적으로 미터법을 채택하고 있는 국가. 공식적으로 미터법을 채택하지 않은 국가. 오직 미국, 미얀마, 라이베리아 3국가만이 미터법을 채택하지 않고 있다.

미터법(프랑스어: Système métrique)은 미터(m)를 길이, 리터(L)를 부피, 킬로그램(kg)을 질량의 기본 단위로 하는 십진법적 도량형 단위법으로, 1m, 각 모서리의 길이가 1/10m인 정육면체와 같은 부피의 4°C 물의 질량을 1kg, 그 부피를 1L로 하고, 배량(倍量:곱하기 양)에는 그리스어, 분량(分量:나누기 양)에는 라틴어에서 따온 접두어 등을 각각 붙였다. 1790년 프랑스 정치가 탈레랑(C.M.Talleyrand)이 제안해서 파리과학아카데미가 정부의 위탁(委託)을 받고 만든 프랑스 기원의 국제적인 도량형단위계다. 지금은 3국가(미국, 미얀마, 라이베리아)를 제외하고 전 세계가 공식 단위계로 채택하여 사용하고 있다.
미터법 보급은 순조롭지 않았고, 프랑스에서는 1840년 강제 집행하기에 이르렀다. 1875년 국제적인 미터조약이 성립되었고, 이어 1889년 국제원기가 제정되었으며, 1960년 제11차 국제도량형총회에서 국제적인 단위의 길이표준을 크립톤 86(86Kr) 원자가 방사하는 오렌지색의 스펙트럼선 파장으로 바꾸는 등, 개정의 노력이 장기간에 걸쳐 계속되었다. 그러는 동안 각 국가도 이 미터법의 전용에 힘쓰게 되어 1967년에는 미터법을 국법으로 채용한 나라가 70개국을 넘어섰고, 학술적인 제반 단위는 거의 미터법을 토대로 짰다.

## 미터법의 태동 배경과 역사

### 태동 배경
18세기 말, 프랑스는 자유, 평등, 박애를 부르짖는 시민 혁명이 한창이었다. 혁명을 이끌어낸 계몽사상가들은 모든 시대에 모든 사람을 아우르는 척도의 필요성을 인식했다. 그 당시 프랑스에는 약800개의 이름으로 25만개나 되는 도량단위가 쓰이고 있었다. 이를 통일하려고 시도한 것을 '미터법의 혁명'이라고 한다. 당시 프랑스의 측정 기술은 세계적 수준으로 여러 과학자들이 다양한 양에 대해서 정밀한 측정을 시도했다. 이 시도는 유럽 과학의 중심지였던 파리 과학아카데미에서 주도했다. 새로운 도량형 체계는 표준 원기(原器)를 잃어버리더라도 쉽게 재생이 가능한 것이었다. 또한 편리성과 보편성을 가져야 했는데 그러기 위해선 10진법을 채택해야 한다는 것이 기본적인 생각이었다. 미터법을 제정할 당시, 거리의 기준을 지구로 삼았다. 이에 따라 지구 적도에서 북극점까지의 거리를 정확하게 10,000km, 이 거리의 4배인 지구 전체 자오선 길이인 40,000km를 기준으로 하는 미터법이 제정되었다. 참고로 전체 자오선 길이가 아닌, 적도에서 북극점까지 거리인 10,000km를 십진법상의 표준으로 된 이유는 당시의 기술 수준으로 남반구 지역에 관측소를 설치하는 것에 많은 어려움이 있었기 때문이다. 결국에는 지리적으로 1m는 적도에서 극점까지 거리의 1000만분의 1로 기준으로 되었다. 1797년 처음 영어에서의 활용이 보고되었다.

### 미터법의 역사
- 1793년: 남북극과 적도 사이의 거리의 1/10,000,000.
- 1795년: 황동으로 된 임시 미터 원기의 길이.
- 1799년: 백금으로 된 표준 미터 원기의 길이.
- 1799년: 12월10일 프랑스에서 처음으로 도입.
- 1889년: 단면이 X자이며, 백금-이리듐 합금으로 된 국제 미터 원기 원형의 길이.
- 1960년: 진공에서 크립톤-86 원자의 2p10과 5d5 준위 사이의 전이에 해당하는 복사 파장의 1650763.73배.
- 1983년: 진공에서 빛이 1/299,792,458초 동안 진행한 거리. (빛의 속력 참고)
- 2019년: 플랑크 상수를 일정한 값에 넣고 값이 계산되도록 하는 법

## 미터법의 필요성
프랑스에서의 미터법 이전 도량형은 고대 로마에서 전해진 것이 그대로 사용됐다. 주로 사용된 단위는 '피에 드르와(Pied de Roi)'로서 약 32.5cm 길이였다. 그 기원은 페르시아 다리우스왕이 정한 큐빗(Cubit)의 1/2에서 딴 것으로 샤를마뉴 대제(8세기)때 만들어진 것으로 추정된다. 그러던 도중 1700년대 후반부터 프랑스에서는 단위계의 개혁 필요성을 외치는 소리가 커져갔고, 결국 대혁명이 일어난 후 국민의회는 보편적으로 쓸 수 있는 신단위계를 만들기로 하고 파리과학학사원의 검토를 거쳐 최종안을 만들었다. 미터법 및 국제단위계의 길이 단위이며, 기본단위. 기호m. 어원은 '계기 또는 잰다'는 뜻의 그리스어 metron, 또는 라틴어 metrum인 1m는 '북극에서 적도까지의 지구 자오선 길이(90도)의 1/1,000만 로 한 것으로 프랑스는 1799년 6월 이러한 정의를 국가표준으로 할 것을 법령으로 공포했다.

## 미터 조약
대한민국이 1959년에 가입한 미터조약은 1790년에 프랑스에서 입안했다. 입안 이후 85년이 지난 1875년에는 프랑스 외에 미국, 영국, 독일 등 16개국 사이에 처음으로 미터 조약이 체결되었다. 1900년에는 21개국으로 늘어났고, 1950년 32개국, 1975년 44개국, 1997년 48개국, 2001년 49개국이 되었다. 2005년 기준으로, 51개국이 가입하였다.
미터조약이 처음 체결될 당시, 1m의 길이를 정확하게 정하기 위해 프랑스에서는 다음의 3가지 초안이 제기되었다.
- 위도 45˚의 지점에서, 왕복의 시간(주기)이 2초가 되게끔 진자의 길이를 1m로 한다.
- 적도 길이의 4000만분의 1로 한다.
- 파리를 통과하는 자오선의, 북극에서 적도까지의 길이의 1000만분의 1로 한다.

첫 번째 안은 길이를 정하는데 있어 시간이라는 성질이 다른 요소에 의지하는 것은 바람직하지 않다고 하여 부결되었고, 두 번째 안은 적도하에 문명국이 없어서 적당한 관측소를 설치하기 어려워서 제외되었다. 결국 1m의 결정은 세 번째 안에 따르게 되었다.
그 뒤 1983년 제17차 국제도량형총회에서는 "미터는 빛이 진공에서 299,792,458분의 1초 동안 진행한 경로의 길이이다."로 정의하였다.
또한, 미터조약을 통해 3개의 주요 기구가 만들어졌다.
- 국제 도량형 총회(CGPM) - 매 4~6년마다 모든 회원국 대표가 참석하는 회의
- 국제 도량형 위원회(CIPM) - 18개국 출신의 18명 도량형학자로 구성된 자문 기구
- 국제 도량형국(BIPM) - 프랑스 세브르 소재의 사무국. 국제 킬로그램 원기를 보관하고 있다.

## 사용 현황
CIA 월드 팩트북에 따르면 현재 미터법은 미국, 미얀마, 라이베리아를 제외한 전세계 95%가 미터법을 표준단위계로 사용하고 있다. 미국은 미국 단위계를, 미얀마와 라이베리아는 야드파운드법을 국가 표준 단위계로 지정하고 있다.

### 조약가맹국
- 그리스
- 남아프리카 공화국
- 네덜란드
- 노르웨이
- 뉴질랜드
- 대한민국
- 덴마크
- 도미니카 공화국
- 독일
- 러시아
- 루마니아
- 말레이시아
- 몬테네그로
- 멕시코
- 미국 (그러나 아직 미국 단위계를 사용하고 있다.)
- 베네수엘라
- 벨기에
- 불가리아
- 브라질
- 세르비아
- 스웨덴
- 스위스
- 스페인
- 슬로바키아
- 싱가포르
- 아르헨티나
- 아일랜드
- 영국
- 오스트레일리아
- 오스트리아
- 우루과이
- 이란
- 이스라엘
- 이집트
- 이탈리아
- 인도네시아
- 인도
- 일본
- 조선민주주의인민공화국
- 중화인민공화국
- 체코
- 칠레
- 카메룬
- 캐나다
- 타이
- 터키
- 파키스탄
- 포르투갈
- 폴란드
- 프랑스
- 핀란드
- 헝가리

### 준회원국
- 라트비아
- 리투아니아
- 몰타
- 베트남
- 벨라루스
- 슬로베니아
- 에스토니아
- 에콰도르
- 우크라이나
- 자메이카
- 중화민국
- 케냐
- 코스타리카
- 쿠바
- 파나마
- 필리핀
- 홍콩

### 각국의 사용현황
- 미국

1866: 미터법 제정 (1875: 미터협약 가입)
1975: 미터전환법 제정(목표시한이 없어 전환에 실패)
1988: 미터전환법 강화(92년 연방정부의 사용 의무화)
1994: 포장 및 표시에 관한 법 개정(야드-파운드와 미터단위 병용, 허용)
-현재 이중단위를 병용하고 있으나, 점차 미터법으로 단일화 추진 중
- EU

1995: 판매되는 모든 상품에 대한 국제단위계 사용을 2010년까지 의무화
- 영국

1965: 1975년까지 국제단위계로 전환 결정
1969: 미터법 위원회 설립 (소극적 자세로 80년 해체)
1985: 미터법 제정 (00.1.1부터 모든 제품의 사용 법제화)
2000: 1월부터 거래되는 모든 제품에 사용할 것을 법제화 *위반시 500파운드 (약 1천만원)의 벌금 부과
- 중국

1985: 국제단위계를 도입해서 계량법 제정
-현재 국제단위계 사용의 성공적인 정착단계 *위반시 1000위엔(약 12만원)의 과태료 부과
- 일본

1951: 계량법 제정 (거래, 증명에 미터법 단위 사용, 평제외)
1976: 토지, 건물의 거래에 '평' 대신 'm2' 사용
-민,관 합동의 보급 추진위원회를 구성, 체계적으로 추진 중
-현재 국제단위계 사용의 성공적인 정착 단계 *위반시 50만엔(약 400만원)의 과태료 부과
- 한국

1959 미터조약에 가입
1961: 계량법 제정(법정단위 규정)
1964: 미터법 전면 시행 ('평'은 제외)
1983: 건물 및 토지의 계량에 '평'단위 사용 금지
-토지대장, 등기부등본은 법정단위 전환 완료
-광고, 상거래 등에는 잔존
-현재 법정계량단위 정착 미흡 :위반시 50만원의 과태료 부과

## 같이 보기
- 야드파운드법
- 척관법
- 국제단위계